# Futbol Club Barcelona (hockey su pista)
Il Futbol Club Barcelona è la sezione di hockey su pista della omonima società polisportiva avente sede a Barcellona. I suoi colori sociali sono il blu e il granata.
Nella sua storia ha vinto in ambito nazionale trentatre campionati nazionali, venticinque Coppe del Re e dodici Supercoppa nazionale; in ambito internazionale vanta ventidue WSE Champions League, una Coppa delle Coppe, una Coppa CERS/WSE, diciotto Coppa Continentale e sei Coppe Intercontinentale per un totale di centosedici titoli ufficiali che ne fanno il club di hockey su pista più titolato al mondo.
La squadra disputa le proprie gare interne presso il Palau Blaugrana, a Barcellona.

## Cronistoria
| Cronistoria del Futbol Club Barcelona - Sezione hockey su pista |
| --- |
| - 1942 · Fondazione della sezione di hockey su pista del Futbol Club Barcelona. - 1942 · 2ª div. Catalunya. Promosso in 1ª div. Catalunya. - 1943 · 2º in 1ª div. Catalunya. - 1944-1948 · Inattivo. - 1949 · 2ª div. Catalunya. - 1950 · 2ª div. Catalunya. Promosso in 1ª div. Catalunya. - 1951 · 3º in 1ª div. Catalunya. Semifinale di Coppa del Generalissimo. - 1952 · 3º in 1ª div. Catalunya. Semifinale di Coppa del Generalissimo. - 1953 · 3º in 1ª div. Catalunya. Vince la Coppa del Generalissimo (1º titolo). - 1954 · 4º in 1ª div. Catalunya. Semifinale di Coppa del Generalissimo. - 1955 · 2º in 1ª div. Catalunya. Finale di Coppa del Generalissimo. - 1956 · 3º in 1ª div. Catalunya. Finale di Coppa del Generalissimo. - 1957 · Vince il campionato de Catalunya (1º titolo). Finale di Coppa del Generalissimo. - 1958 · 2º in 1ª div. Catalunya. Vince la Coppa del Generalissimo (2º titolo). - 1959 · 7º in 1ª div. Catalunya. - 1960 · Vince il campionato de Catalunya (2º titolo). Finale di Coppa del Generalissimo. - 1961 · 4º in 1ª div. Catalunya. - 1962 · 3º in 1ª div. Catalunya. Semifinale di Coppa del Generalissimo. - 1963 · 2º in 1ª div. Catalunya. Vince la Coppa del Generalissimo (3º titolo). - 1964 · 4º in 1ª div. Catalunya. - 1965 · 5º in 1ª div. Catalunya. Semifinale di Coppa del Generalissimo. - 1966 · 5º in 1ª div. Catalunya. Quarti di finale di Coppa del Generalissimo. - 1967 · 8º in 1ª div. Catalunya. Quarti di finale di Coppa del Generalissimo. - 1968 · 8º in 1ª div. Catalunya. - 1969 · 3º in 1ª div. Catalunya. Finale di Coppa del Generalissimo. Ammesso alla División de Honor. - 1969-1970 · 7º in División de Honor. Quarti di finale di Coppa del Generalissimo. - 1970-1971 · 6º in División de Honor. Quarti di finale di Coppa del Generalissimo. - 1971-1972 · 2º in División de Honor. Vince la Coppa del Generalissimo (4º titolo). - 1972-1973 · 6º in División de Honor. Ottavi di finale di Coppa del Generalissimo. Vince la Coppa dei Campioni (1º titolo). - 1973-1974 · Campione di Spagna (1º titolo). Finale di Coppa del Generalissimo. Vince la Coppa dei Campioni (2º titolo). - 1974-1975 · 2º in División de Honor. Vince la Coppa del Generalissimo (5º titolo). Finale di Coppa dei Campioni. - 1975-1976 · 3º in División de Honor. Quarti di finale di Coppa del Generalissimo. Finale di Coppa dei Campioni. - 1976-1977 · Campione di Spagna (2º titolo). Finale di Coppa del Re. - 1977-1978 · Campione di Spagna (3º titolo). Vince la Coppa del Re (6º titolo). Vince la Coppa dei Campioni (3º titolo). - 1978-1979 · Campione di Spagna (4º titolo). Vince la Coppa del Re (7º titolo). Vince la Coppa dei Campioni (4º titolo). - 1979-1980 · Campione di Spagna (5º titolo). Finale di Coppa del Re. Vince la Coppa dei Campioni (5º titolo). - 1980-1981 · Campione di Spagna (6º titolo). Vince la Coppa del Re (8º titolo). Vince la Coppa dei Campioni (6º titolo). Vince la Supercoppa d'Europa (1º titolo). - 1981-1982 · Campione di Spagna (7º titolo). Quarti di finale di Coppa del Re. Vince la Coppa dei Campioni (7º titolo). Vince la Supercoppa d'Europa (2º titolo). - 1982-1983 · 2º in División de Honor. Semifinale di Coppa del Re. Vince la Coppa dei Campioni (8º titolo). Vince la Supercoppa d'Europa (3º titolo). Vince la Coppa Intercontinentale (1º titolo). - 1983-1984 · Campione di Spagna (8º titolo). Finale di Coppa del Re. Vince la Coppa dei Campioni (9º titolo). Vince la Supercoppa d'Europa (4º titolo). - 1984-1985 · Campione di Spagna (9º titolo). Vince la Coppa del Re (9º titolo). Vince la Coppa dei Campioni (10º titolo). Vince la Supercoppa d'Europa (5º titolo). Finale di Coppa Intercontinentale. - 1985-1986 · 2º in División de Honor. Vince la Coppa del Re (10º titolo). Semifinale di Coppa dei Campioni. Vince la Supercoppa d'Europa (6º titolo). - 1986-1987 · 2º in División de Honor. Vince la Coppa del Re (11º titolo). Vince la Coppa delle Coppe (1º titolo). - 1987-1988 · 4º in División de Honor. Semifinale di Coppa del Re. Quarti di finale di Coppa dei Campioni. Finale di Supercoppa d'Europa. - 1988-1989 · 2º nel gir. A in División de Honor, 3º nel gir. titolo. Semifinale di Coppa del Re. Semifinale di Coppa delle Coppe. - 1989-1990 · 2º nel gir. A in División de Honor, 6º nel gir. titolo. Ottavi di finale di Coppa del Re. Finale di Coppa CERS. - 1990-1991 · 2º nel gir. A in División de Honor, 5º nel gir. titolo. Quarti di finale di Coppa del Re. - 1991-1992 · 2º nel gir. B in División de Honor, 3º nel gir. titolo. Semifinale di Coppa del Re. - 1992-1993 · 6º in División de Honor. Ottavi di finale di Coppa del Re. Semifinale di Coppa CERS. - 1993-1994 · 2º in División de Honor. Vince la Coppa del Re (12º titolo). - 1994-1995 · 2º nel gir. B in División de Honor, 2º nel gir. titolo. Semifinale di Coppa del Re. Quarti di finale di Coppa dei Campioni. Vince la Coppa delle Nazioni (1º titolo). - 1995-1996 · Campione di Spagna (10º titolo). Semifinale di Coppa del Re. Finale di Coppa dei Campioni. - 1996-1997 · 1º nel gir. A in División de Honor, 2º nel gir. titolo. Quarti di finale di Coppa del Re. Vince la Champions League (11º titolo). - 1997-1998 · Campione di Spagna (11º titolo). Ottavi di finale di Coppa del Re. Semifinale di Champions League. Vince la Supercoppa d'Europa (7º titolo). Vince la Coppa Intercontinentale (2º titolo). - 1998-1999 · Campione di Spagna (12º titolo). Quarti di finale di Coppa del Re. Semifinale di Champions League. - 1999-2000 · Campione di Spagna (13º titolo). Vince la Coppa del Re (13º titolo). Vince la Champions League (12º titolo). - 2000-2001 · Campione di Spagna (14º titolo). Quarti di finale di Coppa del Re. Vince la Champions League (13º titolo). Vince la Coppa Continentale (8º titolo). - 2001-2002 · Campione di Spagna (15º titolo). Vince la Coppa del Re (14º titolo). Vince la Champions League (14º titolo). Vince la Coppa Continentale (9º titolo). - 2002-2003 · Campione di Spagna (16º titolo). Vince la Coppa del Re (15º titolo). Semifinale di Champions League. Vince la Coppa Continentale (10º titolo). - 2003-2004 · Campione di Spagna (17º titolo). Semifinale di Coppa del Re. Vince la Champions League (15º titolo). - 2004-2005 · Campione di Spagna (18º titolo). Vince la Coppa del Re (16º titolo). Vince la Supercoppa di Spagna (1º titolo). Vince la Champions League (16º titolo). Vince la Coppa Continentale (11º titolo). - 2005-2006 · Campione di Spagna (19º titolo). Finale di Coppa del Re. Vince la Supercoppa di Spagna (2º titolo). Ottavi di finale di Champions League. Vince la Coppa CERS (1º titolo). Vince la Coppa Continentale (12º titolo). Vince la Coppa Intercontinentale (3º titolo). - 2006-2007 · Campione di Spagna (20º titolo). Vince la Coppa del Re (17º titolo). Finale di Supercoppa di Spagna. Vince la Champions League (17º titolo). Vince la Coppa Continentale (13º titolo). - 2007-2008 · Campione di Spagna (21º titolo). Quarti di finale di Coppa del Re. Vince la Supercoppa di Spagna (3º titolo). Vince l'Eurolega (18º titolo). Vince la Coppa Continentale (14º titolo). Vince la Coppa Intercontinentale (4º titolo). - 2008-2009 · Campione di Spagna (22º titolo). Finale di Coppa del Re. Vince la Supercoppa di Spagna (4º titolo). Quarti di finale di Eurolega. Vince la Coppa Continentale (15º titolo). Finale di Coppa del Mondo per club. - 2009-2010 · Campione di Spagna (23º titolo). Semifinale di Coppa del Re. Finale di Supercoppa di Spagna. Vince l'Eurolega (19º titolo). - 2010-2011 · 3º in OK Liga. Vince la Coppa del Re (18º titolo). Finale di Supercoppa di Spagna. Quarti di finale di Eurolega. Vince la Coppa Continentale (16º titolo). - 2011-2012 · Campione di Spagna (24º titolo). Vince la Coppa del Re (19º titolo). Vince la Supercoppa di Spagna (5º titolo). Finale di Eurolega. - 2012-2013 · 2º in OK Liga. Semifinale di Coppa del Re. Vince la Supercoppa di Spagna (6º titolo). Semifinale di Eurolega. - 2013-2014 · Campione di Spagna (25º titolo). Finale di Coppa del Re. Vince la Supercoppa di Spagna (7º titolo). Vince l'Eurolega (20º titolo). - 2014-2015 · Campione di Spagna (26º titolo). Finale di Coppa del Re. Vince la Supercoppa di Spagna (8º titolo). Vince l'Eurolega (21º titolo). Finale di Coppa Continentale. Vince la Coppa Intercontinentale (5º titolo). - 2015-2016 · Campione di Spagna (27º titolo). Vince la Coppa del Re (20º titolo). Vince la Supercoppa di Spagna (9º titolo). Semifinale di Eurolega. Vince la Coppa Continentale (17º titolo). - 2016-2017 · Campione di Spagna (28º titolo). Vince la Coppa del Re (21º titolo). Semifinale di Supercoppa di Spagna. Semifinale di Eurolega. - 2017-2018 · Campione di Spagna (29º titolo). Vince la Coppa del Re (22º titolo). Vince la Supercoppa di Spagna (10º titolo). Vince l'Eurolega (22º titolo). - 2018-2019 · Campione di Spagna (30º titolo). Vince la Coppa del Re (23º titolo). Finale di Supercoppa di Spagna. Semifinale di Eurolega. Vince la Coppa Continentale (18º titolo). Vince la Coppa Intercontinentale (6º titolo). - 2019-2020 · Campione di Spagna (31º titolo). Finale di Supercoppa di Spagna. Quarti di finale di Eurolega . - 2020-2021 · Campione di Spagna (32º titolo). Finale di Coppa del Re. Vince la Supercoppa di Spagna (11º titolo). Fase a gironi di Eurolega. - 2021-2022 · 1º in OK Liga, semifinale dei play-off. Vince la Coppa del Re (24º titolo). Finale di Supercoppa di Spagna. - 2022-2023 · Campione di Spagna (33º titolo). Vince la Coppa del Re (25º titolo). Vince la Supercoppa di Spagna (12º titolo). Semifinale di Champions League. |

## Palmarès

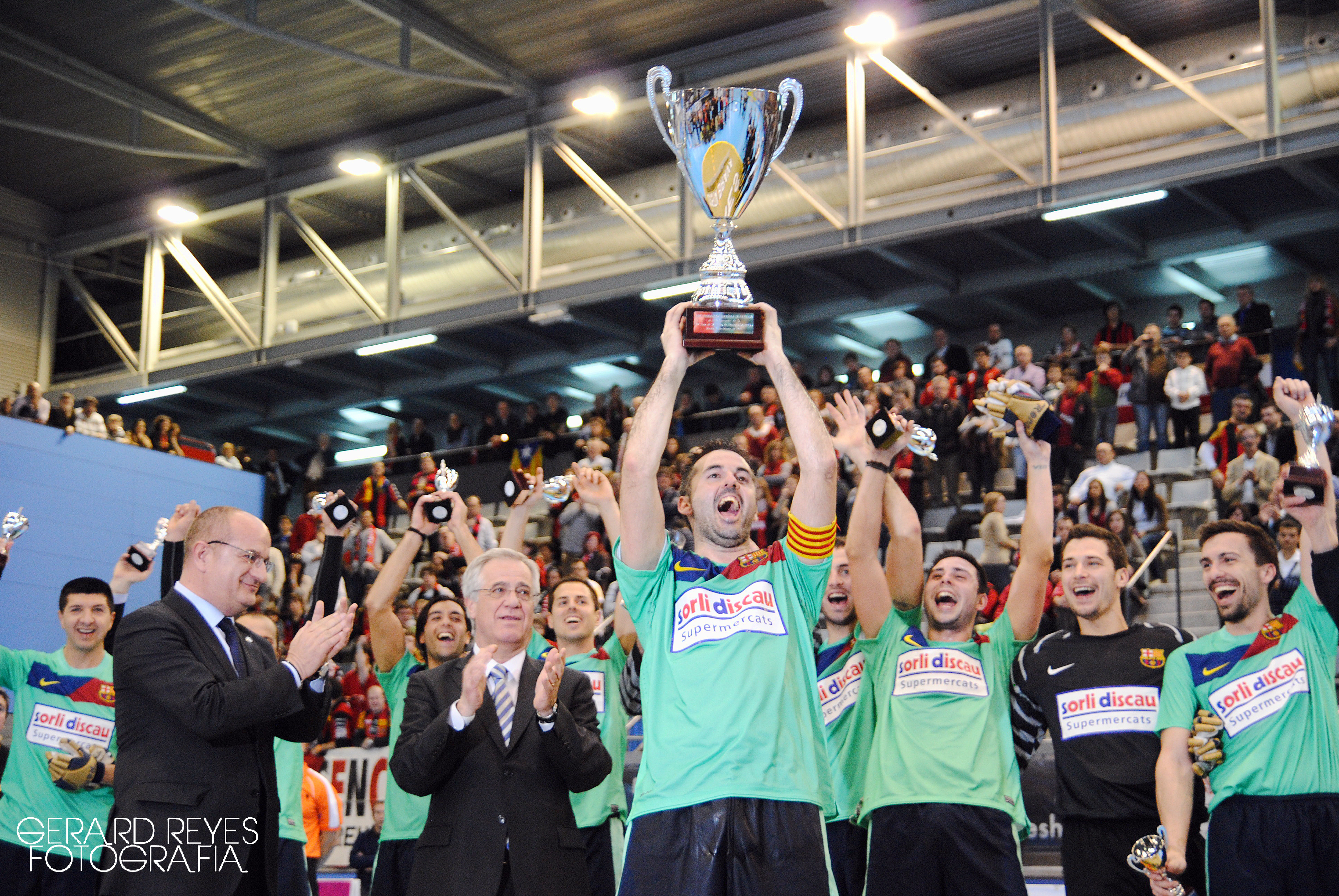
FC Barcelona hóckey.

### Competizioni nazionali
70 trofei
- Campionato spagnolo: 33 (record)

1973-1974, 1976-1977, 1977-1978, 1978-1979, 1979-1980, 1980-1981, 1981-1982, 1983-1984, 1984-1985, 1995-1996, 1997-1998, 1998-1999, 1999-2000, 2000-2001, 2001-2002, 2002-2003, 2003-2004, 2004-2005, 2005-2006, 2006-2007, 2007-2008, 2008-2009, 2009-2010, 2011-2012, 2013-2014, 2014-2015, 2015-2016, 2016-2017, 2017-2018, 2018-2019, 2019-2020, 2020-2021, 2022-2023
- Coppa del Re: 25 (record)

1953, 1958, 1963, 1972, 1975, 1978, 1979, 1981, 1985, 1986, 1987, 1994, 2000, 2002, 2003, 2005, 2007, 2011, 2012, 2016, 2017, 2018, 2019, 2022, 2023
- Supercoppa di Spagna: 12 (record)

2004, 2005, 2007, 2008, 2011, 2012, 2013, 2014, 2015, 2017, 2020, 2022

### Competizioni internazionali
48 trofei
- CERH European League: 22 (record)

1972-1973, 1973-1974, 1977-1978, 1978-1979, 1979-1980, 1980-1981, 1981-1982, 1982-1983, 1983-1984, 1984-1985, 1996-1997, 1999-2000, 2000-2001, 2001-2002, 2003-2004, 2004-2005, 2006-2007, 2007-2008, 2009-2010, 2013-2014, 2014-2015, 2017-2018
- Coppa delle Coppe: 1

1986-1987
- Coppa CERS/WSE: 1

2005-2006
- Supercoppa d'Europa/Coppa Continentale: 18 (record)

1980-1981, 1981-1982, 1982-1983, 1983-1984, 1984-1985, 1985-1986, 1997-1998, 2000-2001, 2001-2002, 2002-2003, 2004-2005, 2005-2006, 2006-2007, 2007-2008, 2008-2009, 2010-2011, 2015-2016, 2018-2019
- Coppa Intercontinentale: 6 (record)

1983, 1998, 2006, 2008, 2014, 2018

## Statistiche

### Partecipazioni ai campionati
| Livello | Categoria         | Partecipazioni | Debutto   | Ultima stagione | Totale |
| ------- | ----------------- | -------------- | --------- | --------------- | ------ |
| 1º      | División de Honor | 33             | 1969-1970 | 2001-2002       | 54     |
| 1º      | OK Liga           | 21             | 2002-2003 | 2022-2023       | 54     |

### Partecipazioni alla coppe nazionali
| Competizione                         | Partecipazioni | Debutto | Ultima stagione |
| ------------------------------------ | -------------- | ------- | --------------- |
| Coppa del Generalissimo/Coppa del Re | 68             | 1951    | 2023            |
| Supercoppa di Spagna                 | 19             | 2004    | 2022            |

### Partecipazioni alla coppe internazionali
| Competizione                                 | Partecipazioni | Debutto   | Ultima stagione |
| -------------------------------------------- | -------------- | --------- | --------------- |
| Coppa dei Campioni/Champions League/Eurolega | 42             | 1972-1973 | 2022-2023       |
| Supercoppa d'Europa/Coppa Continentale       | 20             | 1980-1981 | 2018-2019       |
| Coppa Intercontinentale                      | 6              | 1983      | 2018            |
| Coppa CERS/WSE                               | 3              | 1989-1990 | 2005-2006       |
| Coppa delle Coppe                            | 2              | 1986-1987 | 1988-1989       |
| Coppa del Mondo per club                     | 1              | 2008      | 2008            |

## Organico 2022-2023

### Giocatori
| N° | Naz.                  | Ruolo | Sportivo        |  |  |  |
| -- | --------------------- | ----- | --------------- |  |  |  |
| 3  | Spagna (bandiera)     | E     | Ignacio Alabart |  |  |  |
| 4  | Argentina (bandiera)  | E     | Matías Pascual  |  |  |  |
| 8  | Spagna (bandiera)     | E     | Pau Bargalló    |  |  |  |
| 9  | Spagna (bandiera)     | E     | Sergi Panadero  |  |  |  |
| 10 | Spagna (bandiera)     | P     | Sergi Fernández |  |  |  |
| 28 | Spagna (bandiera)     | E     | Marc Grau       |  |  |  |
| 44 | Spagna (bandiera)     | E     | Sergi Llorca    |  |  |  |
| 58 | Spagna (bandiera)     | P     | Carles Grau     |  |  |  |
| 78 | Portogallo (bandiera) | E     | Hélder Nunes    |  |  |  |
| 79 | Portogallo (bandiera) | E     | João Rodrigues  |  |  |  |

### Staff tecnico
- Allenatore:  Eduardo Castro